# Пролепсис
Пролепсис — це стилістична фігура, яка означає відновлення існуючого на початку речення окремого іменника, який проявляється через займенник або прислівник.
|  | Наприклад: Життєві спогади молодого чоловіка — це мало у собі щось смішне і жартівливе (Герман Кант «Глядацький зал»). |